# جان بول أوديت
جان بول أوديت هو فيلسوف كندي، ولد في 7 ديسمبر 1918 في كيبك في كندا، وتوفي في 12 نوفمبر 1993 في Estrie ‏ في كندا.